# Aaron Lawrence
Aaron Lawrence (Lucea, 11 agosto 1970) è un ex calciatore giamaicano, di ruolo portiere.